# Laranjal
Laranjal là một đô thị thuộc bang Minas Gerais, Brasil. Đô thị này có diện tích 204,19 km², dân số năm 2007 là 6532 người, mật độ 20,6 người/km².